# Patógeno viral
En virología, un patógeno viral se refiere a agentes infecciosos microscópicos o elementos genéticos móviles que son capaces de generar un daño o enfermedad en otro organismo de cualquier tipo; que tienen la capacidad de replicarse dentro de las células del huésped, es decir, producir varias copias de sí mismo y esparcirse a través del medio para continuar la replicación indefinidamente. 
Un agente patógeno se puede estrictamente entender como un virus, dado que las bacterias, protozoarios y hongos microscópicos carecen de la capacidad viral y son capaces de vivir sin un huésped a diferencia de los virus que forzosamente requieren de una célula en la cual llevar a cabo sus funciones.
Un agente patógeno viral siempre es dañino debido a que se aprovecha de los organismos que infecta para sobrevivir, en otras palabras se reconocen como parásitos intracelulares forzosos.

## Descubrimiento
El primero en observarlo fue Dmitri Ivanovski en 1892 cuando investigaba una enfermedad que azotaba a las plantas de tabaco y descubrió que era filtrable, característica que no podía poseer una bacteria. Después en 1898, Martinus Beijerinck frotando hojas de tabaco contagiadas de la enfermedad del tabaco filtrada y libre de cualquier germen con hojas sanas, observó que las hojas sanas se infectaban de la enfermedad. Describió el filtrado como un “líquido vivo contagioso” llamándolo factor ultramicroscópico infeccioso, supuso que contenía alguna especie de virus (del latín “veneno”), término que se usaba con frecuencia para describir a distintos microorganismos infecciosos. Con Beijerinck el término virus se convierte en una manera de describir a un agente patógeno viral, filtrable, demasiado pequeño para ser visto por un microscopio convencional pero si por un microscopio electrónico.

## Características
Tamaño.
El tamaño de los patógenos virales es característico. Son organismos extremadamente pequeños y sus dimensiones se expresan en milimicras (mμ). La mayoría de los agentes virales son menores de 0.3μ, es decir 300 mμ de diámetro. Por su tamaño los patógenos virales pasan fácilmente los filtros bacterianos.
Forma y estructura.

Partes de un virus

Los virus tienen una variada morfología que va desde las formas esféricas, rectangulares, helicoidales, en forma de filamento cortantes, alargadas, en forma de bastoncillo, icosaédrica, de envoltura hasta los que en algunos casos tienen estructuras complejas acompañadas por colas u otros aditamentos.
Al estudiar el virus de la planta de tabaco se tuvo una idea clara de la estructura de los agentes patógenos. Están constituidos en su interior por un ácido nucleico vírico que puede ser ADN o ARN (nunca ambos juntos), proteínas víricas que forma la cubierta exterior llamada cápside y en algunos casos una envoltura vírica que está compuesto de una bicapa lápida que los protege cuando no están dentro de un huésped. Las proteínas no son por sí mismas infecciosas, pero el ARN sí. Los agentes virales tienen la misma estructura fundamental. Cabe destacar que el agente patógeno completo puede ser llamado virus en plural y virión para una sola partícula.
El virus separado de las células vivas, ya sea en laboratorio o en la naturaleza es inerte (en algunos casos se encuentra cristalizado), es decir, no muestra actividad metabólica y no se multiplica. Como se ha mencionado anteriormente solo es capaz de llevar a cabo sus procesos dentro de las células invadidas, donde aprovecha los sistemas enzimáticos disponibles modificando las funciones metabólicas de las células, produciendo más partículas virales idénticas a él mismo. Es importante mostrar que ningún otro tipo de microorganismo comparte estas características.

## Vivos o elementos genéticos móviles
Actualmente queda superado el debate que consideraba a los patógenos virales como vivos. Los principales contrargumentos son que los patógenos virales no son células, por tanto no pueden cumplir las funciones vitales que definen la vida como, metabolismo, homeostasis, irritabilidad, desarrollo, reproducción, adaptación y autopoiesis. Los argumentos que se han usado para afirmar que los patógenos virales son vivos son que los virus son entidades complejas, esta ha sido la principal razón, se multiplican, tienen genes y evolucionan. Sin embargo estos argumentos pueden ser refutados fácilmente si se observa el comportamiento viral y se toma en cuenta datos evolutivos.
Para muchos científicos los patógenos virales como los virus o viroides se asemejan más a los elementos genéticos móviles como los plásmidos o transposones o a los agentes subvirales menos complejos: priones no considerados seres vivos. Los virus no son entidades complejas porque no tienen membranas celulares, cromosomas, ribosomas y orgánulos. Por el contrario, los virus son partículas inertes compuestas de un tipo de ácido nucleico (ARN o ADN) y proteínas. Además los virus cuando ingresan a la célula se desintegran totalmente, y se dividen en ácidos nucleicos y proteínas que comenzaran a ser pasados por el proceso de sintetización molecular del huésped (replicación). Una excepción a esto podrían ser los bacteriófagos de cola, que inyectan sus ácidos nucleicos y proteínas con su cola a través de la membrana celular para que estos se han sintetizado por el huésped. Por esta razón los virus se replican, pues los ácidos nucleicos virales son replicados en parte por las polimerasas, ribosomas y ARN mensajero del huésped. Este proceso se ha descrito como la "fábrica de viriones", porque se refiere a que los virus son fábricados por la maquinaria celular. Los virus se multiplican y evolucionan solamente en las células, sin ellas son materia orgánica inanimada. Algunos autores han argumentado que la "fábrica de viriones" es el estado vivo del virus, pero esto no puede tomarse en serio porque las fábricas de viriones pueden ser comparadas con las maquinarias de las fábricas industriales o con el proceso de multiplicación de sistemas quimícos no biólogicos, que no se consideran vivos. Por otra parte, los viroides ya son simples moléculas de ARN que no forman viriones, pero de manera similar a los virus no son estructuras complejas, no pueden cumplir las funciones de la vida, de vez ser sintetizados y replicados a través del ARN mensajero, ribosomas y ribozimas del huésped y solamente evolucionan en las células. Las características de los patógenos virales dan lugar a una definición de vida muy simple, a menudo descrita como puramente informática.
También, los patógenos transfieren genes entre células, por lo que son un medio de transferencia genética horizontal, los patógenos, junto con los plásmidos y transposones, son los únicos medios de transferencia genética horizontal. En los últimos años se ha determinado relaciones filogenéticas entre virus y elementos genéticos móviles, por ejemplo una relación inesperada entre los virus retrotranscritos (Pararnavirae) y los retrotransposones, o una relación entre los plásmidos y la mayoría de los virus de ADN monocatenario (Monodnaviria). Esto demuestra que los virus evolucionaron de elementos genéticos móviles (virus retrotranscritos y virus de ADN) y, también, de elementos moleculares autorreplicantes que existían antes que las células (virus de ARN y viroides), pero no de células parasitarias como algunos eruditos propusieron. Algunos elementos genéticos móviles no virales evolucionaron de patógenos virales como los transposones polintones, descendientes de los virus de ADN bicatenario de Varidnaviria. Por ello muchos científicos prefieren comparar mejor a los patógenos con los elementos genéticos móviles que con las células. Por lo tanto, existen pocas dudas de que los patógenos son elementos genéticos móviles. Recientemente se han dividido a los elementos genéticos móviles en: elementos genéticos con cápsides (virus) y sin cápsides (los restantes).
Como último argumento, los patógenos virales no pueden incluirse en el árbol filogenético de la vida, porque no tienen ribosomas, a todos les falta un ácido nucleico, no tienen registro fósil, no existe ni un gen compartido entre la mayoría de sus grupos ya que son de nueva síntesis, la mayoría de sus genes se mezclan con las de los organismos celulares y, por último, las partículas virales no tienen un ancestro en común, por tanto son un conjunto polifilético, es decir tienen varios orígenes.